# Karibda
Karibda je v grški mitologiji pošast v votlini nasproti Scile v Mesinski ožini.